# Guillermo Saavedra
Guillermo Zacarias  „Monumento/El Chino” Saavedra Tapia (ur. 5 listopada 1903 w Rancagui, zm. 12 maja 1957 w Casablance w Chile) – chilijski piłkarz grający na pozycji pomocnika. Mierzył 172 centymetry, ważył 73 kilogramy.
Podczas zawodniczej kariery reprezentował barwy CSD Colo-Colo. Grał w reprezentacji Chile podczas igrzysk olimpijskich w 1928 w Amsterdamie, a także mistrzostw świata 1930, na których został wybrany najlepszym zawodnikiem na swojej pozycji.
Zwany „Monumento” lub „El Chino” zawodnik po zakończeniu kariery piłkarskiej zamieszkał w La Calera, gdzie wraz z rodziną założył sklep sportowy. Jego renoma była jednak na tyle duża, że wkrótce został zaproszony do pełnienia funkcji trenera lokalnego klubu Cemento Melón sponsorowanego przez miejscową fabrykę o tej samej nazwie.
W dniu 12 maja 1957 „Monumento” zmarł na atak serca. Z powodu miłości do piłki ignorował ostrzeżenia lekarzy i trenował ekipę Arco Iris z miasteczka Catemu.